# Rhypholophus bicuspidatus
Rhypholophus bicuspidatus är en tvåvingeart som först beskrevs av Alexander 1945.  Rhypholophus bicuspidatus ingår i släktet Rhypholophus och familjen småharkrankar. Inga underarter finns listade i Catalogue of Life.